# Kuusamon Pallo-Karhut
Kuusamon Pallo-Karhut är en idrottsförening från Kuusamo, Finland, grundad 1966. Klubben har aktivitet inom ishockey, fotboll, volleyboll och innebandy.
Klubbens volleybollag (damer) använder sedan 2014 namnet Pölkky Kuusamo och spelar i högsta serien